# Schnittgeschwindigkeit

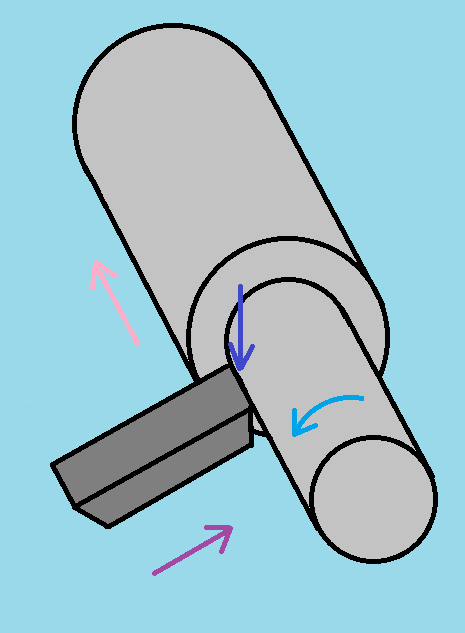
An der Drehmaschine:
Drehzahl,
Schnittgeschwindigkeit,
Zustellung und
Vorschub beim Längs-Runddrehen.

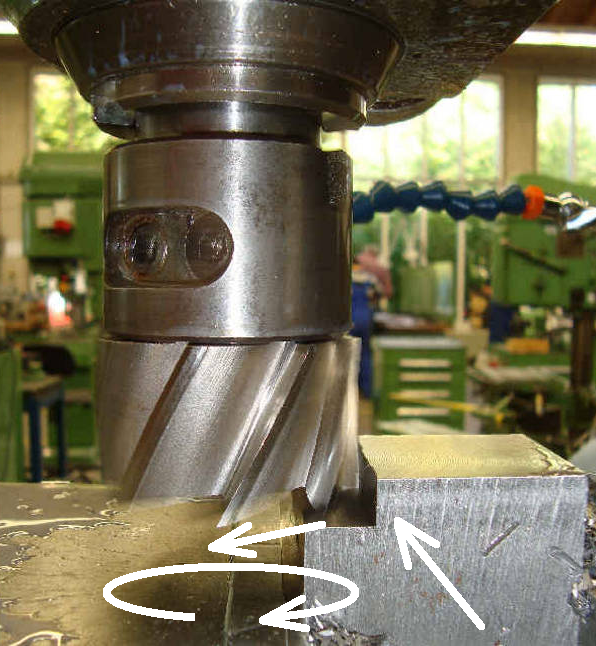
An der Fräsmaschine.

Die Schnittgeschwindigkeit ist die Geschwindigkeit, mit der eine Werkzeugschneide in Schnittrichtung durch den zu bearbeitenden Werkstoff geführt wird und somit einen Span abnimmt. Sie wird meist in Meter pro Minute (m/min) angegeben. Ausnahmen davon bilden das Schleifen sowie einige Verfahren der Holzbearbeitung, dort ist als Einheit Meter pro Sekunde (m/s) gebräuchlich, bzw. Winkelgrad pro 1/1000 Sekunde {\displaystyle (1\,000\cdot \mathrm {rad} /\mathrm {s} )}.
Die Schnittgeschwindigkeit und Vorschubgeschwindigkeit sind manche der wichtigsten Größen beim Zerspanen, denn sie beeinflusst entscheidend die Fertigungszeit. Daher arbeiten viele Hersteller von Werkzeugmaschinen und Werkzeugen an der Steigerung der Schnittgeschwindigkeit. Dadurch entstand das High-Speed-Cutting mit extrem hohen Geschwindigkeiten.
Die Wahl der Schnittgeschwindigkeit hängt im Wesentlichen von der Zusammensetzung und Festigkeit des zu bearbeitenden Werkstoffes, der Zähigkeit und Härte des eingesetzten Schneidstoffes sowie der gewünschten Maßgenauigkeit und Oberflächengüte ab. Sie beeinflusst aufgrund des parabolischen Anstiegs der Schneidentemperatur bei steigender Geschwindigkeit wesentlich den Verschleiß und somit die Standzeit des Werkzeugs. Die Schnittgeschwindigkeit ist daher so zu wählen, dass ein günstiges Verhältnis zwischen der Arbeits- und Schnittzeit und der für die Wiederinstandsetzung (Wechsel der Wendeschneidplatte oder Wiederanschärfen) des Werkzeuges und Neueinrichten der Bearbeitungsmaschine erforderlichen Zeit entsteht.
Die Formel zur Berechnung der Schnittgeschwindigkeit lautet bei drehender Schnittbewegung (z. B. Drehen, Fräsen, Bohren):
{\displaystyle v_{c}=\pi \cdot d\cdot n\cdot {\frac {1\ \mathrm {m} }{1\,000\ \mathrm {mm} }}}
bei linearer Schnittbewegung (z. B. Feilen, Hobeln, Sägen):  	
{\displaystyle v_{c}=2\cdot L\cdot n\cdot {\frac {1\ \mathrm {m} }{1\,000\ \mathrm {mm} }}}
Die Formel zur Berechnung der Schnittgeschwindigkeit beim Schleifen lautet:
{\displaystyle v_{c}=\pi \cdot d\cdot n\cdot {\frac {1\ \mathrm {m} \cdot 1\ \mathrm {min} }{1\,000\ \mathrm {mm} \cdot 60\ \mathrm {s} }}}
Formel zur Berechnung  der Schnittgeschwindigkeit beim Sägen:
- Vc = d (m) × 3,14 × n (U/min) / 60 = in m / s[1]

- Faustformel: Vc = r (cm) × n (U/min) / 1000 = in m / s[1][4]

- Beispiel Faustformel: Sägeblatt 300 mm d, 6000 U/min: Vc = 15 × 6 = 90 m / s

- Bei Kreissägeblättern soll die Schnittgeschwindigkeit zwischen 90 m / s und 100 m / s liegen.[4]

| {\displaystyle \!\ v_{c}} | Schnittgeschwindigkeit (engl. cutting speed)                                         | m/min bzw. m/s                                        |
| {\displaystyle \!\ d}     | Werkstück-Durchmesser (Drehen) oder Werkzeug-Durchmesser (Fräsen, Bohren, Schleifen) | mm (dreht man von 110 mm auf 90 mm, wählt man 100 mm) |
| {\displaystyle \!\ n}     | Drehzahl                                                                             | 1/min                                                 |
| {\displaystyle \!\ L}     | Werkstücklänge plus Bearbeitungszugabe                                               | mm                                                    |